# Principio de energía mínima
El principio de energía mínima es esencialmente la segunda ley de la termodinámica. Declara que para un sistema cerrado, con parámetros externos constantes y entropía, la energía interna disminuirá y su valor será cercano al mínimo en el equilibrio. 
En contraste, la segunda ley declara que para sistemas aislados, (y parámetros externos fijos) la entropía aumentará a un valor máximo en equilibrio. Un sistema aislado tiene una energía total fija y masa. Un sistema cerrado, por otro lado, es un sistema qué está conectado a otro sistema, y puede intercambiar energía, pero no concentrar, con el otro sistema. Si, más que un sistema aislado,  tenemos un sistema cerrado, entonces  sigue del primer y segundas leyes de termodinámicas que la energía de aquel sistema caerá a un valor mínimo en equilibrio, transfiriendo su energía al otro sistema. Para reafirmar:
- El principio de entropía máximo: Para un sistema cerrado con energía interna fija (i.e. un sistema aislado), la entropía es maximizada en equilibrio.

- El principio de energía mínimo: Para un sistema cerrado con entropía fija, la energía total está minimizada en equilibrio.

Esto no tendría que ser confundido con el principio de energía potencial total mínimo qué estados que,  en equilibrio, la energía potencial total de un sistema con disipación será en un mínimo, el cual es un caso especial  del principio de entropía máximo.
Cuando un ejemplo, considerar el ejemplo familiar de un mármol en el borde de un cuenco, Si  consideramos el mármol y cuenco para ser un sistema aislado, entonces cuándo las gotas de mármol, la energía potencial será convertida a energía cinética  de movimiento del mármol. Las fuerzas fricciona les convertirán este energía cinética para calentar, y en equilibrio, el mármol será en resto en el fondo del cuenco, y el mármol y el cuenco serán en una temperatura ligeramente más alta. La energía total del mármol-sistema de cuenco será sin cambios. Qué era anteriormente la energía potencial del mármol, ahora residirá en la energía de calor aumentada del mármol-sistema de cuenco. Esto será una aplicación  del principio de entropía máximo cuando puesto adelante en el principio de energía potencial mínima, desde entonces debido a los efectos de calefacción, la entropía ha aumentado al valor máximo posible dado la energía fija del sistema.
Si, por otro lado, el mármol está bajado muy despacio hasta abajo del cuenco, tan despacio que ninguno efectos de calefacción ocurren (es decir, de forma reversible), entonces la entropía del mármol y el cuenco quedarán constantes, y la energía potencial del mármol será transferida tan energía de trabajo al aparato que está bajando el mármol. Desde la energía potencial es ahora en un mínimo sin aumento en la energía debido a calor de cualquier el mármol o el cuenco, la energía total del sistema es en un mínimo. Esto es una aplicación  del principio de energía mínima.

## Explicación matemática
La energía total del sistema es  donde S es entropía, y el  es los otros parámetros extensos del sistema (p. ej. volumen, número de partícula, etc.{\displaystyle U(S,X_{1},X_{2},\dots )}{\displaystyle X_{i}}). La entropía del sistema así mismo puede ser escrito como función de los otros parámetros extensos cuando .{\displaystyle S(U,X_{1},X_{2},...)} Suponer que X es uno del  cuál varía como equilibrio de aproximaciones del sistema, y que  es el solo tal parámetro qué está variando.{\displaystyle X_{i}} El principio de la entropía máxima entonces puede ser declarada cuando:
     Y           en equilibrio.{\displaystyle \left({\frac {\partial S}{\partial X}}\right)_{U}=0}{\displaystyle \left({\frac {\partial ^{2}S}{\partial X^{2}}}\right)_{U}<0}
La primera condición declara que la entropía es en un extremum, y la segunda condición declara que la entropía es en un máximo. Notar que para los derivados parciales, todo los parámetros extensos están supuestos constante  excepto las variables contuvieron en el derivado parcial, pero único U, S, o X está mostrado. Sigue de las propiedades de un diferencial exacto (ve ecuación 8 en el artículo diferencial exacto) y de la ecuación/de entropía de la energía de estatal que, para un sistema cerrado:
{\displaystyle \left({\frac {\partial U}{\partial X}}\right)_{S}=-\,{\frac {\left({\frac {\partial S}{\partial X}}\right)_{U}}{\left({\frac {\partial S}{\partial U}}\right)_{X}}}=-T\left({\frac {\partial S}{\partial X}}\right)_{U}=0}
Está visto que la energía es en un extremum en equilibrio. Por similar pero un poco argumento más largo  pueda ser mostrado que
{\displaystyle \left({\frac {\partial ^{2}U}{\partial X^{2}}}\right)_{S}=-T\left({\frac {\partial ^{2}S}{\partial X^{2}}}\right)_{U}}
Cuál es más grande que cero, mostrando que la energía es, de hecho, en un mínimo. (Ve Callen (1985) capítulo 5).

## Un ejemplo
Suponer  tenemos un cilindro que contiene un gas ideal, con cruzar sectional área Un y una altura variable x. Suponer que un peso de masa m ha sido colocado arriba del cilindro. Pulsa abajo  en la parte superior del cilindro con una fuerza de mg donde g es la aceleración  debido a gravedad.
Suponer que x es más pequeño que su valor de equilibrio. La fuerza ascendente del gas es más grande que la fuerza descendente del peso, y si dejado a libremente movimiento, el gas en el cilindro empujaría el peso arriba rápidamente, y  habría fuerzas friccionales que convertiría la energía para calentar. Si  especificamos que un agente externo pulsa abajo en el peso con objeto de muy despacio (reversibly) deja el peso para mover arriba a su posición de equilibrio, entonces no habrá ningún calor generado y la entropía del sistema quedará constante mientras la energía está transferida tan trabajo al agente externo. La energía total del sistema en cualquier valor de x está dado por la energía interna del gas más la energía potencial del peso:
{\displaystyle U=TS-PAx+\mu N+mgx\,}
donde T Es temperatura, S es entropía, P es presión, μ es el potencial químico, N es el número de partículas en el gas, y el volumen ha sido escrito cuando V=Hacha. Desde el sistema está cerrado, el número de partícula N es constante y un cambio pequeño en la energía del sistema sería dada por:
Desde la entropía es constante,  podemos decir que dS=0 en equilibrio y por el principio de energía mínima,  podemos decir que dU=0 en equilibrio, cediendo la condición de equilibrio:
{\displaystyle 0=-PA+mg\,}
Cuál sencillamente declara que la fuerza de presión gasista ascendente (PA) en la cara superior del cilindro es igual a la fuerza descendente de la masa debido a gravitación (mg).

## Potenciales termodinámicos
El principio de energía mínima puede ser generalizado para aplicar a constreñimientos otro que entropía fija. Para otros constreñimientos, otras funciones estatales con las dimensiones de energía serán minimizadas. Estos las funciones estatales son sabidas como potenciales termodinámicos. Los potenciales termodinámicos son al principio mira justo combinaciones algebraicas sencillas de los plazos de energía en la expresión para la energía interna. Para un sencillo, multicomponent sistema, la energía interna puede ser escrita:
{\displaystyle U(S,V,\{N_{j}\})=TS-PV+\sum _{j}\mu _{j}N_{j}\,}
donde Los parámetros intensivos (T, P, μj) es funciones de las variables naturales de la energía interna  vía las ecuaciones de estatales.{\displaystyle (S,V,\{N_{j}\})} Cuando un ejemplo de otro potencial termodinámico, el Helmholtz la energía libre está escrita:
{\displaystyle A(T,V,\{N_{j}\})=U-TS\,}
donde La temperatura ha reemplazado entropía como variable natural. Para entender el valor de los potenciales termodinámicos,  es necesario de verles en una luz diferente. De hecho pueden ser vistos cuando (negativos) Legendre transforma de la energía interna, en qué seguro de los parámetros extensos están reemplazados por el derivado de energía interna con respetar a aquella variable (i.e. el conjugate a aquel variable). Por ejemplo, el Helmholtz la energía libre puede ser escrita:
{\displaystyle A(T,V,\{N_{j}\})=\mathrm {max} _{S}(U(S,V,\{N_{j}\})-TS)\,}
Y el máximo ocurrirá cuándo el variable T  deviene igual a la temperatura desde entonces
{\displaystyle T=\left({\frac {\partial U}{\partial S}}\right)_{V,\{N_{j}\}}}
El Helmholtz la energía libre es una cantidad útil  cuándo estudiando las transformaciones termodinámicas en qué la temperatura está aguantada constante. A pesar de que la reducción en el número de variables es una simplificación útil, la ventaja principal proviene el hecho que el Helmholtz la energía libre está minimizada en equilibrio  con respetar a cualquier unconstrained variables internas para un sistema cerrado en volumen y temperatura constantes. Esto sigue directamente del principio de energía mínima qué estados que en entropía constante, la energía interna está minimizada. Esto puede ser declarado cuando:
{\displaystyle U_{o}(S_{o})=\mathrm {min} _{x}(U(S_{o},x))\,}

donde  Y es  el valor de la energía interna y el (fijo) entropía en equilibrio.{\displaystyle U_{o}}{\displaystyle S_{o}} El volumen y variables de número de la partícula han sido reemplazados por x cuál está para cualquier interno unconstrained variables.
Como ejemplo concreto de unconstrained variables internas,  podríamos tener una reacción química en qué  hay dos tipos de partícula, un átomo y una molécula. Si  y es  los números de partícula respectivos para estas partículas, entonces el constreñimiento interno es que el número total de Unos átomos  está conservado:{\displaystyle N_{1}}{\displaystyle N_{2}}{\displaystyle N_{A}}
{\displaystyle N_{A}=N_{1}+2N_{2}\,}
Entonces podemos reemplazar el  y variables  con una variable sola  y minimizar con respetar a este unconstrained variable.{\displaystyle N_{1}}{\displaystyle N_{2}}{\displaystyle x=N_{1}/N_{2}} Puede haber cualquier número de unconstrained las variables que dependen del número de átomos en  la mezcla. Para sistemas con múltiples sub-volúmenes,  puede haber constreñimientos de volumen adicional también.
La Minimización es con respetar sin restricciones variables. En el caso de reacciones químicas este es normalmente el número de partículas o fracciones de todo tema a la conservación de elementos. En equilibrio, estos apechugarán con sus valores de equilibrio, y la energía interna  será una función  sólo del valor escogido de entropía .{\displaystyle U_{o}}{\displaystyle S_{o}} Por la definición del Legendre transforma, el Helmholtz la energía libre será:
El Helmholtz la energía libre en equilibrio será:
{\displaystyle A_{o}(T_{o})=\mathrm {max} _{S_{o}}(U_{o}(S_{o})-T_{o}S_{o})}
Dónde  es el (desconocido) temperatura en equilibrio.{\displaystyle T_{o}} Sustituyendo la expresión para :{\displaystyle U_{o}}
{\displaystyle A_{o}=\mathrm {max} _{S_{o}}(\mathrm {min} _{x}(U(S_{o},x))-T_{o}S_{o})}
Suponiendo el orden del extrema puede ser intercambiado:
{\displaystyle A_{o}=\mathrm {min} _{x}(\mathrm {max} _{S_{o}}(U(S_{o},x)-T_{o}S_{o}))=\mathrm {min} _{x}(A_{o}(T_{o},x))}
Mostrando que el Helmholtz la energía libre está minimizada en equilibrio.
La Entalpía y Gibbs energía libre, es de modo parecido derivó.